# Andre Tippett
Andre Bernard Tippett (Birmingham, 27 dicembre 1959) è un ex giocatore di football americano statunitense che ha giocato nel ruolo di linebacker per tutta la carriera con i New England Patriots della National Football League (NFL). Al college ha giocato a football all’Università dell'Iowa. È stato inserito nella Pro Football Hall of Fame nel 2008.

## Carriera professionistica
Tippett fu scelto nel corso del secondo giro del Draft NFL 1982 dai New England Patriots.
Nel biennio 1984–85, Tippett fece registrare il record NFL di sack per un linebacker nell'arco di due stagioni, mettendone a segno 35,0. I suoi 18,5 sack nel 1984 sono il terzo massimo stagionale di tutti i tempi per un linebacker mentre i 16,5 del 1985 furono il sesto risultato per un giocatore del suo ruolo.
Tippett detiene il record di franchigia dei Patriots con 100 sack, oltre alle prime tre prestazioni stagionali della storia della franchigia. Al momento del ritiro si trovava al settimo posto nella classifica di tutti i tempi, terzo tra i linebacker, con 100 sack.
Dopo non aver messo a segno alcun sack nella sua stagione da rookie nel 1982, Tippett terminò al primo o secondo posto nella sua squadra per sack stagionali nelle dieci stagioni successive. Tippett ebbe 30 gare in carriera in cui mise a segno più di un sack. Tippett recuperò anche 18 fumble degli avversari in carriera, il massimo per un giocatore di New England, alla pari con Steve Nelson. Altri 17 fumble li forzò.
Tippett passò tutta la carriera coi New England Patriots, raggiungendo come miglior risultato il Super Bowl XX, il primo della storia della franchigia, perso nel 1985 coi Chicago Bears.

## Vittorie e premi
- (5) Pro Bowl (1984, 1985, 1986, 1987, 1988)
- (2) First-team All-Pro (1985, 1987)
- (2) Second-team All-Pro (1986, 1988)
- Formazione ideale della NFL degli anni 1980
- Club dei 100 sack
- Pro Football Hall of Fame (classe del 2008)

## Statistiche
| Partite totali | 151 |
| Sack           | 100 |
| Intercetti     | 1   |